# Copa Fraternidad Centroamericana
La Copa Fraternidad Centroamericana fue un campeonato de fútbol a nivel de clubes en la región de América Central, reconocido como competición oficial por la Concacaf.

## Historia
El torneo internacional de la región de América Central llegó gracias a una iniciativa de las federaciones de Costa Rica, El Salvador y Guatemala, aunque ya existía el certamen de la Copa de Campeones de la Concacaf, este era desordenado y tenía poca emotividad entre los aficionados, así que se creó la Copa Confraternidad o Copa Fraternidad Centroamericana, en donde participarían para la primera edición los equipos mejor ubicados de cada liga, siendo los que irían el Saprissa y el Herediano de Costa Rica, por El Salvador el Atlético Marte y Alianza, mientras que por Guatemala estarían Comunicaciones y Cementos Novella. Por varios años se fomentaron grandes duelos entre equipos centroamericanos, aunque lamentablemente el torneo fue perdiendo interés y para 1979, los clubes costarricenses decidieron no participar más por el costo económico y lo ajustado de los calendarios y ese mismo año, los equipos de Honduras participaron por primera vez.
El campeonato siguió hasta la edición de 1983, año en que regresaron los costarricenses. Para la edición de 1984, ya con el torneo en franca decadencia, el mismo inició, pero no finalizó y con ello terminó por desaparecer.

## Historial
| Temporada | Campeón | Resultado | Subcampeón | Tercer lugar | Cuarto lugar |
| --------- | --- | --- | --- | --- | --- |
| 1971      | Comunicaciones Guatemala | Liga | Saprissa Costa Rica | Herediano Costa Rica | Atlético Marte El Salvador |
| 1972      | Saprissa Costa Rica | 1:1 1:0 | Aurora Guatemala | Herediano Costa Rica | UES El Salvador |
| 1973      | Saprissa Costa Rica | 0:2 3:1 2:1 | Águila El Salvador | Alajuelense Costa Rica | Comunicaciones Guatemala |
| 1974      | Municipal Guatemala | Liga | Saprissa Costa Rica | Águila El Salvador | Aurora Guatemala |
| 1975      | Platense Municipal El Salvador | Liga | Aurora Guatemala | Herediano Costa Rica | Saprissa Costa Rica |
| 1976      | Aurora Guatemala | Liga | Comunicaciones Guatemala | Saprissa Costa Rica | Águila El Salvador |
| 1977      | Municipal Guatemala | Liga | Comunicaciones Guatemala | Águila El Salvador | Deportivo México Costa Rica |
| 1978      | Saprissa Costa Rica | Triangular final | Cartaginés Costa Rica | Comunicaciones Guatemala | - |
| 1979      | Aurora Guatemala | 1:0 0:0 | Real España Honduras | Atlético Marte El Salvador | Municipal Guatemala |
| 1980      | Broncos Honduras | Triangular final | Alianza El Salvador | FAS El Salvador | - |
| 1981      | Real España Honduras | Triangular final | Olimpia Honduras | Marathón Honduras | - |
| 1982      | Real España Honduras | 2:1 0:0 | Xelajú MC Guatemala | Vida Honduras | FAS El Salvador |
| 1983      | Comunicaciones Guatemala | 3:2 (pro.) Triangular final | Aurora Guatemala | Águila El Salvador | - |
| 1984      | El triangular final que se jugaría con Independiente de El Salvador, Aurora y Suchitepéquez de Guatemala no se jugó por problemas financieros, por lo que el torneo fue cancelado. | El triangular final que se jugaría con Independiente de El Salvador, Aurora y Suchitepéquez de Guatemala no se jugó por problemas financieros, por lo que el torneo fue cancelado. | El triangular final que se jugaría con Independiente de El Salvador, Aurora y Suchitepéquez de Guatemala no se jugó por problemas financieros, por lo que el torneo fue cancelado. | El triangular final que se jugaría con Independiente de El Salvador, Aurora y Suchitepéquez de Guatemala no se jugó por problemas financieros, por lo que el torneo fue cancelado. | El triangular final que se jugaría con Independiente de El Salvador, Aurora y Suchitepéquez de Guatemala no se jugó por problemas financieros, por lo que el torneo fue cancelado. |

## Palmarés

### Títulos por equipo
| Equipo                 | Títulos | Subtítulos | Años campeón     | Años subcampeón  |
| ---------------------- | ------- | ---------- | ---------------- | ---------------- |
| Saprissa               | 3       | 2          | 1972, 1973, 1978 | 1971, 1974       |
| Aurora                 | 2       | 3          | 1976, 1979       | 1972, 1975, 1983 |
| Comunicaciones         | 2       | 2          | 1971, 1983       | 1976, 1977       |
| Real España            | 2       | 1          | 1981, 1982       | 1979             |
| Municipal              | 2       | 0          | 1974, 1977       | -                |
| Broncos                | 1       | 0          | 1980             | -                |
| Platense Municipal     | 1       | 0          | 1975             | -                |
| Águila                 | 0       | 1          | -                | 1973             |
| Cartaginés             | 0       | 1          | -                | 1978             |
| Alianza                | 0       | 1          | -                | 1980             |
| Olimpia                | 0       | 1          | -                | 1981             |
| Xelajú Mario Camposeco | 0       | 1          | -                | 1982             |

### Títulos por país
| País        | Títulos | Subtítulos | Clubes campeones                                                  |
| ----------- | ------- | ---------- | ----------------------------------------------------------------- |
| Guatemala   | 6       | 6          | Aurora F.C. (2), C.S.D. Comunicaciones (2) y C.S.D. Municipal (2) |
| Costa Rica  | 3       | 3          | Deportivo Saprissa (3)                                            |
| Honduras    | 3       | 2          | Real C.D. España (2) y C.D. Broncos (1)                           |
| El Salvador | 1       | 2          | C. D. Platense Municipal (1)                                      |

## Estadísticas

### Clubes
- Mayor cantidad de participaciones:  Saprissa con 9
- Mayor cantidad de partidos jugados:  Saprissa con 89
- Mayor cantidad de partidos ganados:  Saprissa con 37
- Mayor cantidad de goles convertidos:  Saprissa con 126
- Mayor cantidad de goles convertidos en una edición:  Saprissa con 27 en 1973
- Mayor cantidad de goles encajados en una edición:  Once Municipal con 30 en 1977

### Goles
Los ocho marcadores más abultados en un solo partido son.
- FAS 8-0  Marathón (1980)
- Comunicaciones 7-1  Águila (1983)
- Marathón 5-0  Águila (1981)
- Herediano 5-1  Atlético Marte (1972)
- Alajuelense 5-1  Municipal Puntarenas (1972)
- Saprissa 5-1  Alajuelense (1973)
- Saprissa 5-1  Platense Municipal (1976)
- Atlético Marte 5-1  Cobán Imperial (1979)

Mayor cantidad de goles en un empate
- Municipal Puntarenas 4-4  Universidad de El Salvador en 1972

Eliminatoria con más goles
- FAS 10-1  Marathón (2-1 y 8-0) en 1980

### Títulos
- Mayor número de títulos ganados: Tres, Deportivo Saprissa.
- Mayor número de títulos ganados consecutivamente: Dos,  Deportivo Saprissa y  Real CD España.

## Hechos relevantes
- Campeones debutantes:

-  Comunicaciones (obtenido en la temporada inaugural en 1971)
-  Platense Municipal en 1975
- Bicampeones:

-  Saprissa (1972-1973)
-  Real España (1981-1982)
- Campeón invicto:

-  Saprissa en 1972
-  Broncos en 1980
-  Comunicaciones en 1983

## Entrenadores campeones
Walter Ormeño llevó al Comunicaciones al éxito en la primera temporada de 1971. Los entrenadores argentinos han tenido más éxito, ganando cuatro torneos.
Sólo Marvin Rodríguez ha ganado el título en tres ocasiones, llevando al Saprissa a la gloria en 1972 y 1973, y al Real España en 1982. El argentino Salvador Pericullo conquistó dos campeonatos, con Municipal en 1977 y el Comunicaciones en 1983. 
| Año  | Entrenador         | Equipo             |
| ---- | ------------------ | ------------------ |
| 1971 | Walter Ormeño      | Comunicaciones     |
| 1972 | Marvin Rodríguez   | Saprissa           |
| 1973 | Marvin Rodríguez   | Saprissa           |
| 1974 | Rubén Amorín       | Municipal          |
| 1975 | Juan Quarterone    | Platense Municipal |
| 1976 | Omar Muraco        | Aurora             |
| 1977 | Salvador Pericullo | Municipal          |
| 1978 | Jozef Karel        | Saprissa           |
| 1979 | Jorge Roldán       | Aurora             |
| 1980 | Chelato Uclés      | Broncos            |
| 1981 | Néstor Matamala    | Real España        |
| 1982 | Marvin Rodríguez   | Real España        |
| 1983 | Salvador Pericullo | Comunicaciones     |